# Elsebeth Kock-Petersen
Elsebeth Kock-Petersen (født 15. januar 1949 i København) er en dansk politiker fra Venstre og minister. Elsebeth Koch-Petersen blev født i et præstehjem i København, men valgte selv juraen som fag. Som ganske ung blev hun gift med den 15 år ældre advokat Niels Koch Petersen. Hun blev valgt til Folketinget som 26-årig i 1975.
Hun blev udnævnt som den første kirkeminister i Schlüterregeringen i 1982. Her gjorde hun sig bemærket ved at deltage meget aktivt i en debat om præsters forkyndelsesfrihed, som udsprang af præsten Birthe Andersens opbakning bag en fredsdemonstration ved den TV transmitterede juleprædiken fra Lundehus Kirke i København i 1983. Efter perioden som kirkeminister fungerede Koch-Petersen som hhv. social- og sundhedsminister.
Efter sin afgang som minister trak Koch-Petersen sig i forbindelse med en privat belastende skilsmissesag helt ud af politik og neddæmpede sin offentlige fremtræden og sine politiske aktiviteter fuldstændigt.
- Kirkeminister i Regeringen Poul Schlüter I fra 10. september 1982 til 23. juli 1984
- Socialminister i Regeringen Poul Schlüter I fra 23. juli 1984 til 12. marts 1986
- Sundhedsminister i Regeringen Poul Schlüter III fra 3. juni 1988 til 7. december 1989

## Ekstern kilde/henvisning
- HVEM-HVAD-HVOR 1984, Politikens Forlag, København 1983, ISBN 87-567-3831-5.

|  | Artiklen om politikeren Elsebeth Kock-Petersen kan blive bedre, hvis der indsættes et (bedre) billede. Du kan hjælpe ved at afsøge Wikimedia Commons for et passende billede eller uploade et godt billede til Wikimedia Commons iht. de tilladte licenser og indsætte det i artiklen. |